# Astrid Larje
Astrid Sofia Larje, född 1909 i Stockholm, död 2006, var en svensk målare och tecknare. 
Hon var dotter till David Larsson och Hanna Jansson och från 1929 gift med ingenjören Nils Larje. Hon studerade konst för Isaac Grünewald 1942-1946 och Börje Hedlund och Pierre Olofsson vid Académie Libre i Stockholm 1947-1948 samt under studieresor till Italien, Spanien och San Michele. Hon kom senare att vidareutbilda sig i glas och muralkonst. Separat ställde hon ut i Stockholm, Karlskrona, Lindesberg, Västervik. Tillsammans med Nils Huldin ställde hon ut på Galerie S:tr Nikolaus i Stockholm och hon medverkade i ett flertal samlingsutställningar. Bland hennes offentliga arbeten märks en dekorativ väggmålning vid Diakonanstalten i Stora Sköndal. Hon tilldelades Stockholms kommuns kulturstipendium 1978, Konstnärsnämndens stipendium 1981 och San Michelestipendiet 1955, 1971 och 1982. 